# Spoorlijn Barlin - Beuvry
De spoorlijn Barlin - Beuvry was een Franse spoorlijn van fosse 7 en 7 bis in Barlin naar de rivage de Beuvry. De lijn was 14,3 km lang.

## Geschiedenis
De lijn werd aangelegd door de Compagnie des mines de Nœux en geopend in 1861.
Hersin-Coupigny
RFN 309 000, spoorlijn tussen Bully-Grenay en Brias
Nœux-les-Mines
RFN 301 000, spoorlijn tussen Arras en Dunkerque